# Przypływy
Przypływy – czwarty singel Natalii Szroeder i Ralpha Kaminskiego zapowiadający drugi album wokalistki, który ma się ukazać jesienią 2021. .
Nagranie uzyskało certyfikat platynowej płyty.

## Lista utworów
- Digital download

1. „Przypływy” – 4:36

## Teledysk
20 kwietnia 2021 odbyła się premiera teledysku do piosenki. Teledysk dotarł do 1 miejsca na karcie na czasie You Tube i przekroczył granicę miliona wyświetleń w ciągu 3 dni. 